# Gunnar Bergström (ingenjör)
Karl Gunnar Joakim Bergström, född 20 mars 1887, död 7 augusti 1968, var en svensk ingenjör och ämbetsman.
Bergström blev efter avgångsexamen från teknisk skola 1907 året därpå anställd vid Munktells Mekaniska Verkstads AB, 1914 avdelningschef där, souschef 1930, VD 1932 och var 1933-1936 VD för AB Bolinder-Munktell. Han blev överingenjör i Rikskommissionen för ekonomisk försvarsberedskap 1936, i Statens ammunitionsnämnd 1940, 1943 överdirektör och chef för industribyrån i Krigsmaterielverket 1945 samt ledamot av rådet i Försvarets fabriksstyrelse.